# دانشگاه فریبورگ
دانشگاه فریبورگ (به انگلیسی: University of Fribourg) یک دانشگاه دولتی است که در شهر فریبورگ، سوئیس قرار دارد.
ریشه تأسیس این دانشگاه به سال ۱۵۸۲ با عنوان کالج سنت میشل بر می‌گردد و در سال ۱۷۶۳ آکادمی حقوق در آن شکل گرفت و نهایتاً در سال ۱۸۸۹ تحت عنوان دانشگاه فریبورگ توسط پارلمان سوئیس در کانتون فریبورگ تأسیس شد.
دانشگاه فریبورگ تنها دانشگاه دوزبانه سوئیس است که در آن همه کلاسها به هر دو زبان آلمانی و فرانسوی که دو زبان ملی کشور هستند تدریس می‌شود.